# Euphorbia classenii
Euphorbia classenii P.R.O.Bally & S.Carter es una especie fanerógama perteneciente a la familia Euphorbiaceae. Es endémica de Kenia.  

## Descripción
Es un arbusto suculento, densamente ramificado desde la base, erecto que alcanza 1 m de altura, ramas escasamente ramificadas, prominentes en número de 6-8 en ángulo, de 1-3 cm de espesor; ángulos superficialmente dentados, con dientes de 6-12 mm de separación; espinosa.

## Ecología
Se encuentra en zonas rocosas en bosques de hoja caduca; a una altitud de 900-1200 metros.
Es una planta de fácil cultivo.

## Taxonomía
Euphorbia classenii fue descrita por P.R.O.Bally & S.Carter y publicado en Kew Bulletin 29: 507. 1974.
Etimología
Euphorbia: nombre genérico que deriva del médico griego del rey Juba II de Mauritania (52 a 50 a. C. - 23), Euphorbus, en su honor – o en alusión a su gran vientre –  ya que usaba médicamente Euphorbia resinifera. En 1753 Carlos Linneo asignó el nombre a todo el género.
classenii: epíteto otorgada en honor de George Classen quien recolectó la planta por primera vez y la cultivó en su jardín.